# Asmara
Cet article concerne la capitale de l'Érythrée. Pour le volcan éthiopien, voir Asmara (volcan).
Asmara (en tigrigna : ኣስመራ ; en arabe : أسمرة), ou Asmera, est la ville la plus peuplée et la capitale de l'Érythrée. Elle est aussi la capitale de la région de Maekel depuis sa création en 1996. Située au centre du pays, sur le plateau de Hamasen, dans les hauts plateaux Érythréen, la ville s'étend jusqu'au bord du plateau. Elle est inscrite au patrimoine mondial de l'UNESCO.
La population d'Asmara est d'environ 963 000 habitants en 2020 et son aire urbaine comptait 1 147 000 habitants en 2007.

## Géographie
Elle est située sur le plateau de Hamasen à 2 325 m d'altitude et est la deuxième capitale la plus élevée d'Afrique et la sixième au niveau mondial.

## Étymologie
Il existe plusieurs étymologie possibles pour le nom d'Asmara :
- en tigrigna, il signifierait  « les quatre sont unis » ;
- ce serait le nom de l'un des anciens villages du plateau de Hamasen signifiant en tigrigna « l'endroit du bon pâturage »[4].

## Histoire
Au début du XIXe siècle, le fils aîné de Kantiba Zar'ay, chef de Hazzega, Ayte Salomon, règne sur les hautes terres d'Asmara. Salomon accède au pouvoir au milieu des années 1820 et attaque Tse'azzega. Il est vaincu rapidement, s'enfuit à Gura'e et meurt approximativement en 1837. Embet Ilen, son épouse, combat par deux fois pour venger sa défaite. Après avoir noué des alliances, elle devient gouverneure d'Asmara.
Au début de 1885, le ras Alula, dirigeant tigréen de la province du Mareb-Mellash, fait d'Asmara son chef-lieu, en remplacement de Tse'azzega.
Elle est occupée par l'Italie en février 1889, et devient la capitale de l'Érythrée italienne en 1900. Vers la fin des années 1930, les Italiens modifient profondément la ville avec un nouvel ordonnancement et de nouveaux bâtiments; Asmara est alors appelée par les colons italiens Piccola Roma (« la petite Rome »). De nombreux bâtiments ont été construits à cette époque, et les commerces portent souvent des noms italiens : Bar Vittoria, Pasticceria moderna, Casa del formaggio, Ferramenta…
En 1939, 53 000 des 76 000 Italiens présents en Érythrée vivaient à Asmara. En avril 1941, la ville tombe entre les mains des Britanniques. 95 % des Italiens partirent entre 1941 et 1948.
Durant la guerre d'indépendance de l'Érythrée, l'aéroport d'Asmara joue un rôle central. Les Éthiopiens l'utilisent pour apporter armes et fournitures. Assiégée en 1990, elle est la dernière ville à tomber aux mains du Front populaire de libération de l'Érythrée, sans combat, le 24 mai 1991.
Le 14 novembre 2020, lors de la guerre du Tigré, plusieurs roquettes lancées depuis l'Éthiopie par le Front de libération du peuple du Tigré ont touché Asmara. Deux roquettes ont touché l'aéroport international d'Asmara

## Démographie
Depuis 1950, l'évolution démographique de Asmara a été :
| 1950   | 1955   | 1960    | 1965    | 1970    |
| ------ | ------ | ------- | ------- | ------- |
| 67 000 | 91 000 | 123 000 | 167 000 | 201 000 |

| 1975    | 1980    | 1985    | 1990    | 1995    |
| ------- | ------- | ------- | ------- | ------- |
| 225 000 | 252 000 | 289 000 | 358 000 | 374 000 |

| 2000    | 2005    | 2010    | 2015    | 2020    |
| ------- | ------- | ------- | ------- | ------- |
| 449 000 | 558 000 | 670 000 | 803 000 | 963 000 |

| 2021    | 2022      | 2023      | - | - |
| ------- | --------- | --------- | - | - |
| 998 000 | 1 035 000 | 1 073 000 | - | - |

| Histogramme de l'évolution démographique de Asmara |           |
| \| 2023 \| 1 073 000 \| \| 2022 \| 1 035 000 \| \| 2021 \| 998 000 \| \| 2020 \| 963 000 \| \| 2015 \| 803 000 \| \| 2010 \| 670 000 \| \| 2005 \| 558 000 \| \| 2000 \| 449 000 \| \| 1995 \| 374 000 \| \| 1990 \| 358 000 \| \| 1985 \| 289 000 \| \| 1980 \| 252 000 \| \| 1975 \| 225 000 \| \| 1970 \| 201 000 \| \| 1965 \| 167 000 \| \| 1960 \| 123 000 \| \| 1955 \| 91 000 \| \| 1950 \| 67 000 \| |           |
| 2023 | 1 073 000 |
| 2022 | 1 035 000 |
| 2021 | 998 000   |
| 2020 | 963 000   |
| 2015 | 803 000   |
| 2010 | 670 000   |
| 2005 | 558 000   |
| 2000 | 449 000   |
| 1995 | 374 000   |
| 1990 | 358 000   |
| 1985 | 289 000   |
| 1980 | 252 000   |
| 1975 | 225 000   |
| 1970 | 201 000   |
| 1965 | 167 000   |
| 1960 | 123 000   |
| 1955 | 91 000    |
| 1950 | 67 000    |

## Économie
Les textiles, les chaussures et les boissons sont les principaux produits industriels.

## Patrimoine
L’architecture futuriste d’Asmara remonte à la colonisation italienne de 1935 à 1941,. Asmara, « nouvelle Rome » pour les colonisateurs, est connue pour ses bâtiments du XXe siècle :
- le Cinéma Impero de style art déco,
- la Pension Africa de style cubiste,
- L'opéra (en)
- La grande mosquée d'Al Khulafa Al Rashiudin,
- le bâtiment futuriste Fiat Tagliero, qui évoque un avion,
- l'Église Notre-Dame-du-Rosaire, église latine néo-romane
- l'ancien palais du Gouverneur.

On peut aussi citer une université et un fort du XIXe siècle.
L'UNESCO a inscrit samedi 8 juillet 2017 la ville d’Asmara sur sa liste du patrimoine mondial,.
Le patrimoine moderniste d'Asmara a fait l'objet d'un projet financé par la Banque mondiale (projet CARP) entre 2001 et 2006. Depuis cette date l'Union européenne a également lancé un programme relatif au patrimoine culturel et prévoit entre autres la restauration du cinéma Capitol et celle du Marché central (Projet Cultural Heritage 2009/2012).

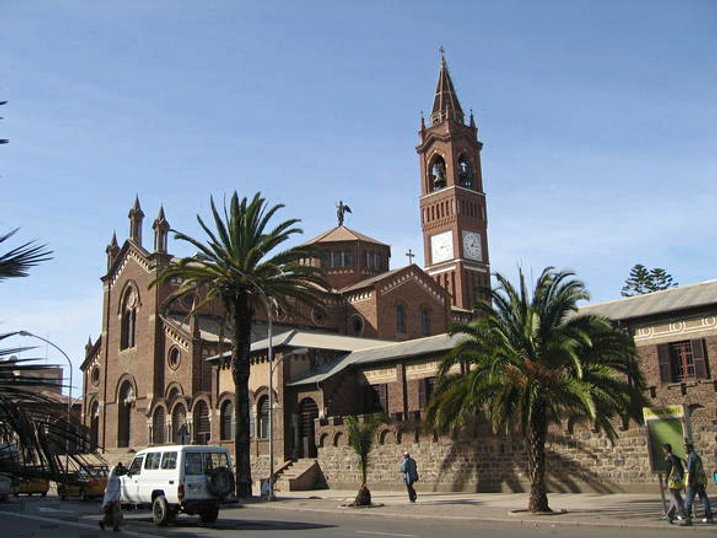
Église Notre-Dame-du-Rosaire.
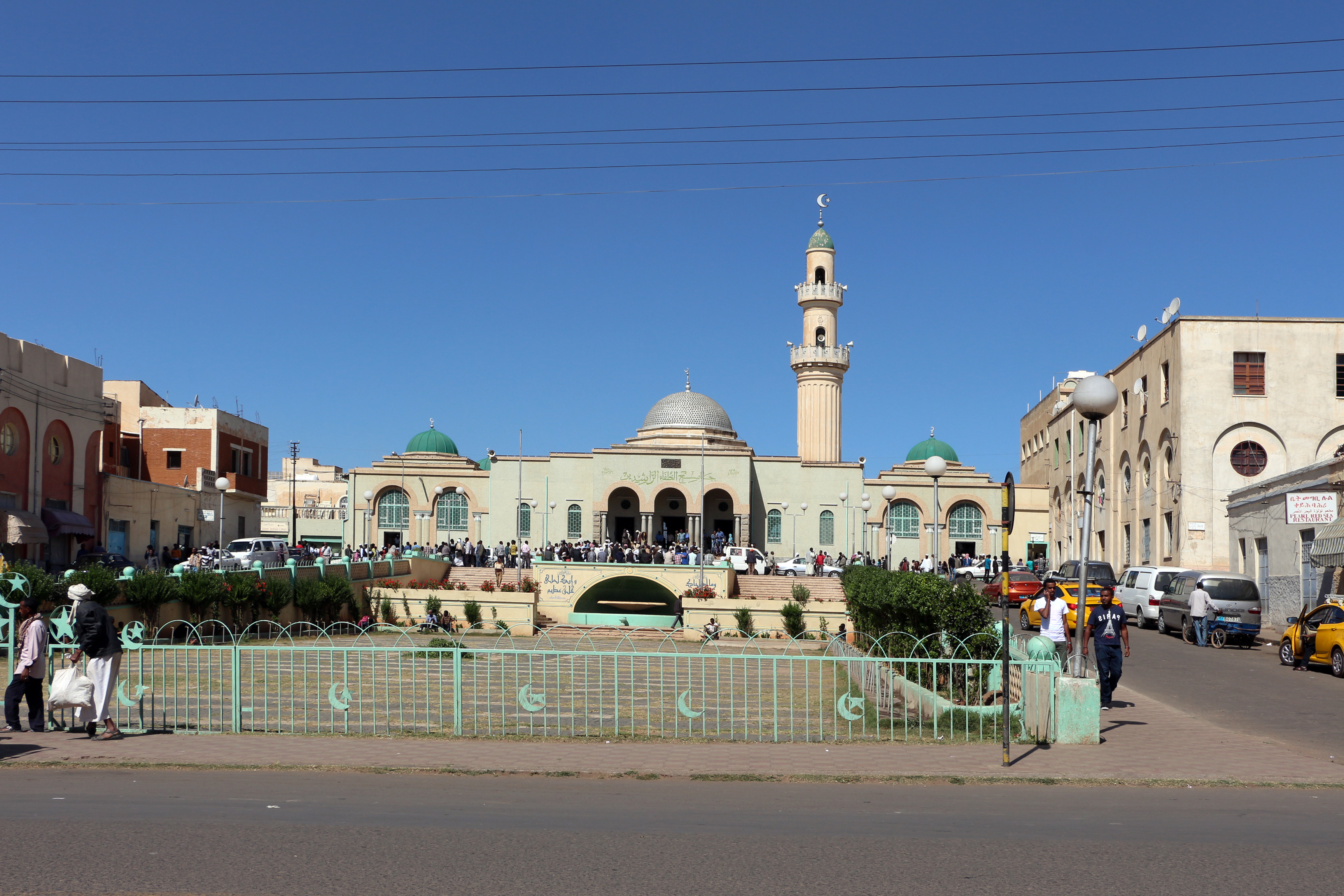
Mosquée Al Khulafa Al Rashiudin, construite aux environs de 1940.
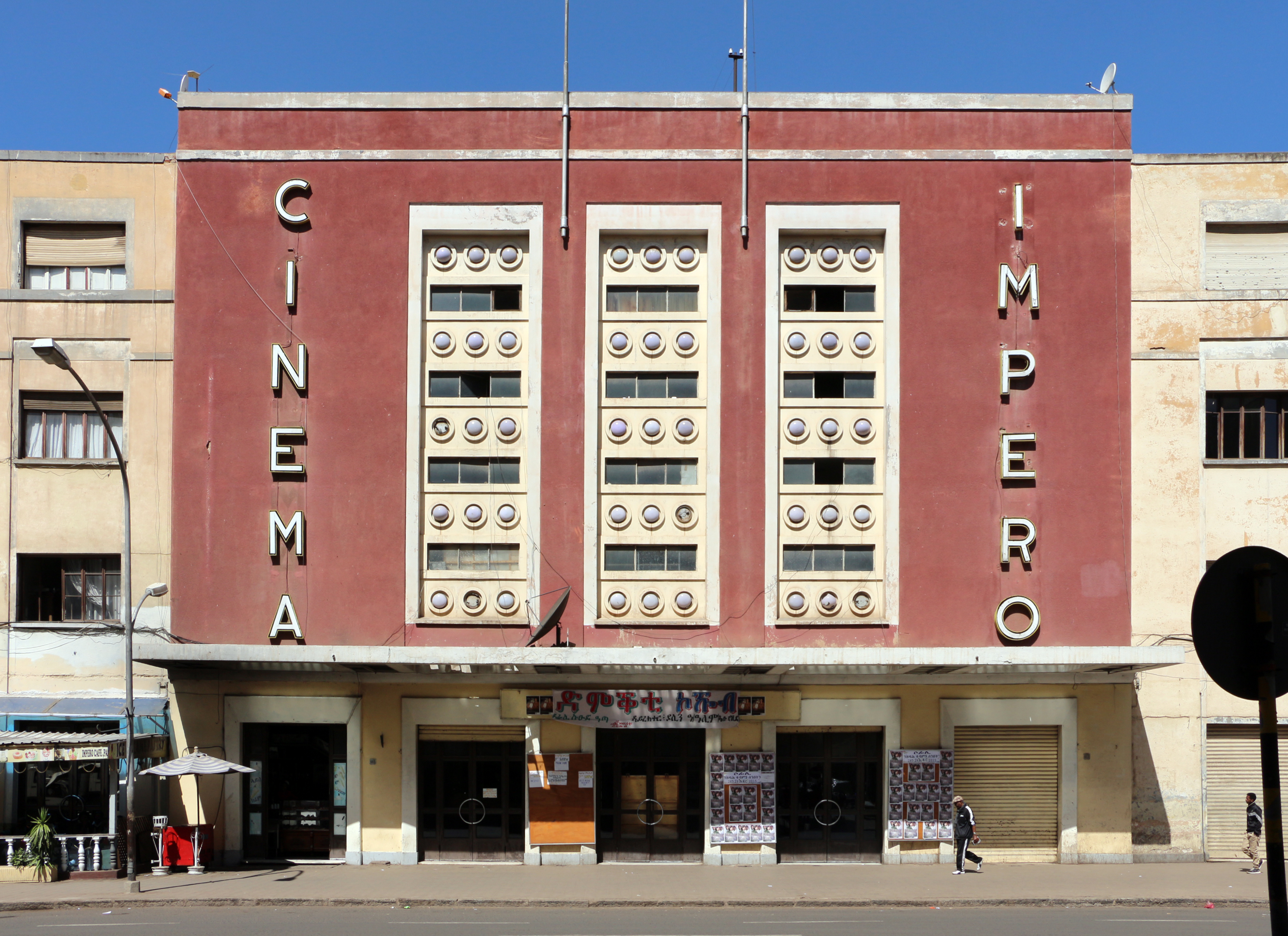
Le cinéma Impero.

## Culture
La ville accueille le Musée national d'Érythrée.

## Jumelages
| Ville | Ville    | Pays | Pays       |
| ----- | -------- | ---- | ---------- |
|       | Atlanta  |      | États-Unis |
|       | Berkeley |      | États-Unis |
|       | Florence |      | Italie     |
|       | Khartoum |      | Soudan     |
|       | Nevers   |      | France     |

## Personnalités
- Tedros Adhanom Ghebreyesus (1965-), secrétaire général de l'Organisation mondiale de la santé, né à Asmara.
- François Abraha (1918-2000), prélat catholique né et mort à Asmara.
- Tesfay Abraha (1990-), coureur cycliste, né à Asmara.
- Isaias Afwerki (1946-), homme politique et premier président de l'État d'Érythrée depuis son indépendance en 1993, né à Asmara.
- Giuseppe Aleffi (1939-), député italien, né à Asmara.
- Nguse Amlosom (1986-), coureur de fond, né à Asmara.
- Yared Asmerom (1980-), coureur de fond spécialiste du marathon, né à Asmara.
- Hamid Barole Abdu (1953-), écrivain érythréen contemporain de langue italienne, né à Asmara.
- Natnael Berhane (1991-), coureur cycliste, né à Asmara.
- Giovanni Boselli (1924-2007), dessinateur italien de bandes dessinées, né à Asmara.
- Nando Cicero (1931-1995), réalisateur italien, né à Asmara.
- Marina Colasanti (1937-2025), femme de lettres italo-brésilienne, née à Asmara.
- Mekseb Debesay (1991-), coureur cycliste, né à Asmara.
- Dehab Faytinga (1964-), chanteuse et musicienne érythréenne, née à Asmara.
- Biniam Girmay (2000-), coureur cycliste, né à Asmara.
- Meb Keflezighi (1975-), coureur de fond érythréen, né à Asmara.
- Saba Kidane (1978-), poétesse, journaliste, et militante politique érythréenne, née à Asmara.
- Merhawi Kudus (1994-), coureur cycliste, né à Asmara.
- Bruno Lauzi (1937-2006), auteur-compositeur-interprète, poète, écrivain et cabarettiste italien, né à Asmara.
- Enzo Muzii (1926-2014), scénariste et réalisateur italien, né à Asmara.
- Gianfranco Rosi (1964-), réalisateur et documentariste italien, né à Asmara.
- Meron Russom (1987-), coureur cycliste érythréen, né à Asmara.
- Petros Solomon (1951-), homme politique et un prisonnier d'opinion érythréen, né à Asmara.
- Jani Tewelde (1990-), coureur cycliste érythréen, né à Asmara.
- Luciano Vassalo (1935-2022), footballeur italo-éthiopien, né à Asmara.
- Woldeab Woldemariam (1905-1995), homme politique et journaliste, mort à Asmara.
- Erminia Dell'Oro (1938 -) écrivaine Auteur d'Asmara Addio paru chez Oscar Mndadori en 1993.

## Transports
La ville est reliée par le transport aérien avec l'aéroport international d'Asmara (Yohannes IV, code AITA : ASM), et est reliée au port de Massaoua par le chemin de fer érythréen.

## Lieux de culte
Parmi les lieux de culte, il y a des mosquées musulmanes et des églises et des temples chrétiens : Église érythréenne orthodoxe, Archéparchie d'Asmara (Église catholique), églises protestantes, églises évangéliques.

### Littérature
- Ryszard Kapuściński, Ébène, 1998
- Jean-Christophe Rufin, Asmara et les causes perdues, 1999, prix Interallié